# Boyarin Orsha

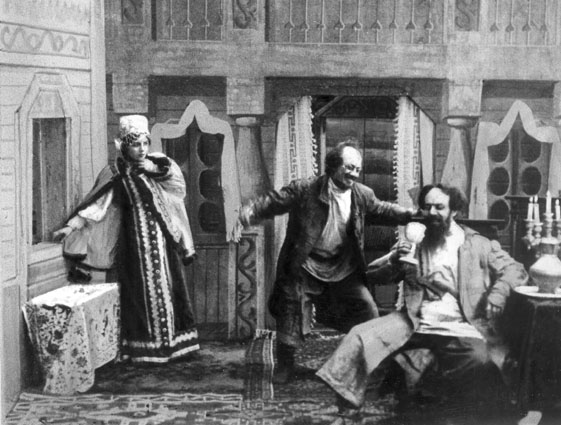
Uma cena de botaria orsha

Boyarin Orsha é um filme de drama russo de 1909 dirigido por Pyotr Chardynin.

## Enredo
O filme fala sobre o boyar, retornando à sua propriedade natal após o serviço de Ivan, o Terrível. Um dia, ele se torna uma testemunha do encontro de sua filha com seu filho adotivo Arseny, o que o deixa furioso ...

## Elenco
- Andrey Gromov... Arseny (as Andrey Gromov)
- Pyotr Chardynin... Orsha
- Aleksandra Goncharova